# Фридрих I (граф Берг-Альтена)
Фридрих I (нем. Friedrich von Berg-Altena; ок. 1155 — 1198/1199) — граф Берг-Альтена, основатель рода графов фон дер Марки.
Около 1170 года (или позже, в начале 1190-х) получил от епископов Кёльна во владение альменду Марк с селением, церковью и большим удобно расположенным земельным участком. В 1198 году построил там замок Марк.
В 1180 после смерти отца, Эберхарда I, получил при разделе со старшим братом юго-восточную часть графства Альтена (сам город Альтена находился в совместном владении).
Около 1182 года женился на Альверадис, дочери и наследнице графа Райнера фон Крикенбек (ум. 1164). Присоединил ранее принадлежавшее тестю графство Крикенбек-Миллендонк к своим владениям.
Сыновья Фридриха и Альверадис:
- Адольф I, в 1202 году принял титул графа фон дер Марк
- Фридрих